# Eusocialité

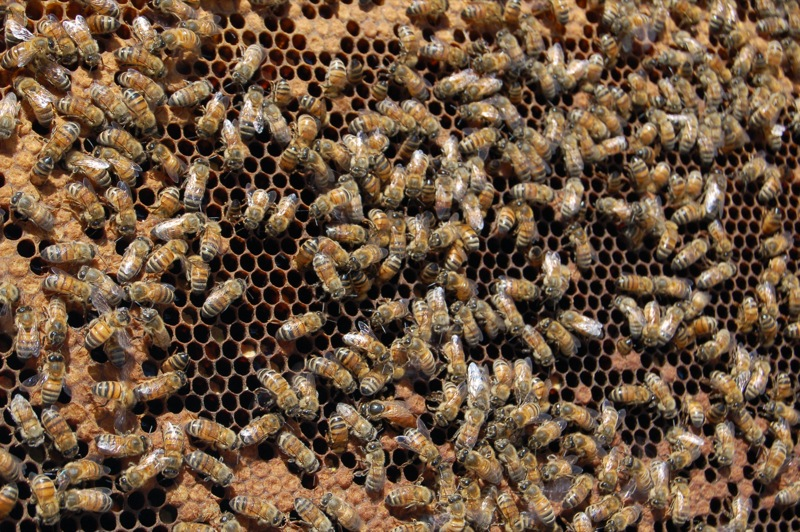
Abeilles ouvrières entourant la reine (thorax noir, en bas).

 (septembre 2014).
L'eusocialité est un mode d'organisation sociale chez certains animaux suivant lequel un même groupe d'individus vivant ensemble est divisé en castes d'individus fertiles et non fertiles.
Les individus fertiles sont chargés de la reproduction tandis que les autres s'occupent de les nourrir et de les protéger, accordant ainsi aux petits, plus nombreux, une plus grande chance de survie. À long terme, le fait que tout individu du groupe travaille pour la colonie et non pour lui-même engendre un superorganisme, par exemple, une fourmilière.

## Conditions d'eusocialité
On définit l'eusocialité par :
- une division et spécialisation des rôles entre les membres, dont une caste reproductrice ;
- la cohabitation de différentes générations ;
- une forte cohésion des membres (échange d'information et de matière entre les individus) ;
- un soin collectif aux jeunes.

Ainsi, les blattes ou les locustes, bien que grégaires, ne sont pas eusociaux.

## Animaux eusociaux

### Arthropodes
- Insectes hyménoptères : fourmis et diverses espèces d'abeilles, de bourdons, de guêpes et de frelons
- Insectes blattoptères : termites
- Insectes coléoptères : quelques espèces, dont Austroplatypus incompertus (en)
- Crustacés : plusieurs espèces de crevettes du genre Synalpheus

### Vertébrés
- Mammifères : trois espèces de rongeurs de la famille des Bathyergidés, le Rat-taupe nu, le Rat-taupe de Damaraland et le Rat-taupe hottentot

## L’intelligence en essaim
La notion d’intelligence en essaim met en œuvre des agents très petits, disposant à l’échelle unitaire de ressources très limitées (intelligence, puissance mécanique…). Le sens de la coopération demeure donc des plus rudimentaires et paradoxalement des plus efficaces au niveau d’ensemble. Les tâches dévolues à chaque agent sont simples : ramasser un œuf et l’amener vers un endroit sûr, prendre de la nourriture acheminée par un autre individu et la déposer en un lieu donné, etc. Un comportement primitif certes, mais dont le résultat d’ensemble est riche et très cohérent. À la différence des modèles sociaux humains, le comportement de l’individu privilégie exclusivement l’intérêt de la collectivité.
Ce principe de plusieurs entités simples en interaction desquelles émerge à un niveau collectif une structure complexe (qualifiée d'intelligente) est présent dans différentes disciplines : biologie, physique, informatique, etc. Dans ces domaines, différents modèles ont vu le jour pour décrire et analyser de tels systèmes.

## Informatique
En informatique ubiquitaire, les systèmes multi-agents réactifs offrent un cadre théorique permettant la représentation et la simulation de tels systèmes. Mais utiliser ce principe pour la résolution de problèmes reste encore difficile : il s'agit de déterminer les comportements individuels et les mécanismes d’interaction les plus simples possibles qui permettent l'apparition de la propriété ou de la structure collective souhaitée ; cette propriété ou structure pouvant alors s'interpréter comme la solution au problème posé au système. Déterminer ces comportements et mécanismes d'interaction est d'autant plus difficile que, généralement, ceux-ci sont décrits à un niveau d'abstraction différent de celui dans lequel est décrit le phénomène collectif.